# Anastrepha ethalea
Anastrepha ethalea är en tvåvingeart som först beskrevs av Walker 1849.  Anastrepha ethalea ingår i släktet Anastrepha och familjen borrflugor. Inga underarter finns listade i Catalogue of Life.